# Carar
Cárar (znanstveno ime Turdus viscivorus) je vrsta ptice pevke, podobna cikovtu in gnezdi na drevesih. Je največji evropski drozg. Od cikovta je bistveno večji, svetlejši, z daljšim repom in ima trebušno stran veliko bolj pegasto. Velik je 26–28 cm in živi v vrtovih, gozdovih z visokoraslim drevjem, predvsem svetlim iglastim, ki mejijo na travnike in pašnike, polja, žive meje. Aktiven je podnevi.
Ima 1-2 legli na leto, se pravi 3-5 jajc, njeni mladiči pa so gnezdomci. V njeno prehrano sodijo razne žuželke, polži, deževniki in jagodičje, predvsem bela omela (seme postane zatem kaljivo). V Sloveniji gnezdi do 25.000 parov, ki se naselijo v sadovnjakih in gozdovih.
Carar je delna selivka. Seli se samo severnoevropska in baltiška populacija. Ker je manj družabna ptica od ostalih vrst drozgov, se združuje v manjše, razpršene skupine in le redko v večje jate. Na Slovenskem prezimi do 40.000 osebkov (gozdni obronki, travniki in vinogradi).
Na Slovenskem je pogosta celoletna vrsta.

## Podvrste
Leta 2024 sprejete podvrste so:
- T. v. viscivorus, Linnaeus, 1758, nominalna podvrsta. Razširjena v Evropi ter zahodni Aziji, vzhodno do zahodne Sibirije in jugovzhodno do severnega Irana.
- T. v. bonapartei, Cabanis, 1860. Razširjena v Srednji Aziji, proti jugu do severnega Pakistana, severozahodne Indije in zahodnega Nepala.
- T. v. deichleri, Erlanger, 1897. Razširjena v severozahodni Afriki, na Korziki in Sardiniji.